# Peru Alfaro
Peru Alfaro San Ildefonso (Hernani, 13 de octubre de 1985) es un deportista español que compitió en triatlón. Ganó una medalla de bronce en el Campeonato Europeo de Triatlón de Larga Distancia de 2011.

## Palmarés internacional
| Campeonato Europeo | Campeonato Europeo  | Campeonato Europeo | Campeonato Europeo |
| Año                | Lugar               | Medalla            | Prueba             |
| ------------------ | ------------------- | ------------------ | ------------------ |
| 2011               | Tampere (Finlandia) | Medalla de bronce  | Individual         |